# Julia Urquidi Illanes
Julia Urquidi Illanes (Cochabamba, 30 de mayo de 1926-Santa Cruz de la Sierra, 10 de marzo de 2010) fue una escritora boliviana.

## Biografía
Julia Urquidi Illanes nació en Cochabamba el 30 de mayo de 1926. Fue la cuarta de los cinco hijos que tuvieron Carlos Urquidi y su mujer María del Carmen Illanes. Su hermana mayor, Olga, se casó con Luis Llosa Ureta (tío del escritor Mario Vargas Llosa).
Contrajo matrimonio en primeras nupcias con Jaime Alcázar, de quien se divorció, y contrajo matrimonio inmediatamente en mayo de 1955, con el joven Mario Vargas Llosa, que tenía diecinueve años, diez menos que ella. El matrimonio residió en París, donde Mario estudiaba, con múltiples peripecias vivenciales y familiares, no tuvieron hijos. Se divorciaron después de que Mario abandonara a Julia por su prima hermana Patricia Llosa Urquidi, sobrina materna de Julia. La conocida novela La tía Julia y el escribidor, de Mario Vargas Llosa, se inspira en la vida de ese matrimonio. Julia se casó por tercera vez con René Pacheco.
En 1983 publicó Lo que Varguitas no dijo, libro de memorias, reeditado en 2010; Urquidi afirma ser la que hizo al escritor.

Yo lo hice a él. El talento era de Mario, pero el sacrificio fue mío. Me costó mucho. Sin mi ayuda no hubiera sido escritor. El copiar sus borradores, el obligarlo a que se sentara a escribir. Bueno, fue algo mutuo, creo que los dos nos necesitábamos.
Julia Urquidi. Entrevista al diario El Deber, 2003.

Trabajó como secretaria personal de las esposas de los generales René Barrientos y Hugo Banzer. Posteriormente, se desempeñó como jefa de protocolo de la alcaldía de La Paz.
Falleció en 2010, víctima de una complicación respiratoria.

## Obras
| Título                   | Género        | Año de publicación | Editorial  |
| ------------------------ | ------------- | ------------------ | ---------- |
| Lo que Varguitas no dijo | Autobiografía | 1983               | Khana Cruz |